# 성일고등학교 (경기)
성일고등학교(城一高等學校)는 대한민국 경기도 성남시 중원구에 위치한 사립 고등학교이다. 

## 학교 연혁
- 1973년 6월 20일 : 학교법인 성일학원 설립 인가
- 1973년 7월 25일 : 설립자 김동석 박사 초대 이사장 취입
- 1974년 1월 5일 : 성일고등학교 설립 인가(12학급)
- 1974년 3월 1일 : 초대 한창수 교장 취임
- 1974년 3월 2일 : 제1회 입학식(4학급)
- 1977년 2월 25일 : 제1회 졸업식(4학급)
- 1983년 11월 14일 : 하키부 창단
- 1997년 3월 20일 : 원계체육관 개관
- 2002년 9월 14일 : 도서관 개관(1,000석, 1,208평방미터)
- 2006년 3월 1일 :  제6대 김용욱 이사장 취임
- 2019년 5월 1일 : 인조잔디운동장 준공
- 2020년 3월 1일 : 고교학점제 선도학교 지정
- 2020년 3월 1일 : 제14대 김남현 교장 취임
- 2021년 3월 1일 : 온라인 콘텐츠 활용 교과서 선도학교 지정
- 2022년 3월 1일 : 인공지능(AI) 교육 선도학교 지정
- 2024년 1월 11일 : 제48회 졸업식(11학급 227명, 총 24,315명)
- 2024년 3월 4일 : 제51회 입학식(입학생 251명)

## 참고 자료
- 성일고등학교 - 한국교육학술정보원 학교알리미